# (36649) 2000 QR195
2000 QR195 (asteroide 36649) é um asteroide da cintura principal. Possui uma excentricidade de 0.31665240 e uma inclinação de 11.15283º.
Este asteroide foi descoberto no dia 26 de agosto de 2000 por LINEAR em Socorro.